# Aaron Downey
Pour les articles homonymes, voir Downey (homonymie).
Aaron Downey (né le 27 août 1974 à Shelburne, dans la province de l'Ontario au Canada) est un joueur professionnel canadien de hockey sur glace évoluant au poste d'ailier droit.

## Carrière
Après avoir passé la saison 1992-1993 dans la LHO avec le Storm de Guelph, il joue les deux saisons suivantes avec les Red Wings de Cole Harbour dans une ligue junior de Nouvelle-Écosse. Il commence sa carrière professionnelle en 1995-1996 avec les Admirals de Hampton Roads dans l'ECHL. En 1997, il s'aligne avec les Bruins de Providence dans la Ligue américaine de hockey et démontre son côté bagarreur en accumulant au moins 400 minutes de pénalité à chacune de ses deux premières saisons avec l'équipe.
Il a commence sa carrière dans la Ligue nationale de hockey avec les Bruins de Boston lors de la saison 1999-2000, avec lesquels il n'a disputé qu'un seul match. Il porte ensuite les couleurs des Blackhawks de Chicago, des Stars de Dallas et des Blues de Saint-Louis. Soumis au ballotage le 23 janvier 2006, il est réclamé par les Canadiens de Montréal.
Peu avant le début de la saison 2007-2008, il signe avec les Red Wings de Détroit et remporte la Coupe Stanley avec les Red Wings durant cette saison. Bien qu'il n'ait pas disputé un match lors des séries, il parvient néanmoins à avoir son nom gravé sur la Coupe car il a joué plus de la moitié de la saison régulière avec l'équipe.
Après avoir passé la majorité de la saison 2008-2009 dans la LAH avec le club-école des Red Wings, il se retire de la compétition.

## Statistiques
| Saison     | Équipe                     | Ligue      |     | Saison régulière | Saison régulière | Saison régulière | Saison régulière | Saison régulière |   | Séries éliminatoires | Séries éliminatoires | Séries éliminatoires | Séries éliminatoires | Séries éliminatoires |
| Saison     | Équipe                     | Ligue      | PJ  | B                | A                | Pts              | Pun              | PJ               | B | A                    | Pts                  | Pun                  |                      |                      |
| 1990-1991  | Harvesters de Grand Valley | OHA-C      | 27  | 6                | 8                | 14               | 57               | -                | - | -                    | -                    | -                    |                      |                      |
| 1991-1992  | Blues de Collingwood       | OHA-B      | 40  | 9                | 8                | 17               | 111              | -                | - | -                    | -                    | -                    |                      |                      |
| 1992-1993  | Storm de Guelph            | LHO        | 53  | 3                | 3                | 6                | 88               | 5                | 1 | 0                    | 1                    | 0                    |                      |                      |
| 1993-1994  | Red Wings de Cole Harbour  | NSMHL      | 35  | 8                | 20               | 28               | 210              | -                | - | -                    | -                    | -                    |                      |                      |
| 1994-1995  | Red Wings de Cole Harbour  | NSMHL      | 40  | 10               | 31               | 41               | 320              | -                | - | -                    | -                    | -                    |                      |                      |
| 1995-1996  | Admirals de Hampton Roads  | ECHL       | 65  | 12               | 11               | 23               | 354              | -                | - | -                    | -                    | -                    |                      |                      |
| 1996-1997  | Admirals de Hampton Roads  | ECHL       | 64  | 8                | 8                | 16               | 338              | 9                | 0 | 3                    | 3                    | 26                   |                      |                      |
| 1996-1997  | Moose du Manitoba          | LIH        | 2   | 0                | 0                | 0                | 17               | -                | - | -                    | -                    | -                    |                      |                      |
| 1996-1997  | Pirates de Portland        | LAH        | 3   | 0                | 0                | 0                | 19               | -                | - | -                    | -                    | -                    |                      |                      |
| 1997-1998  | Bruins de Providence       | LAH        | 78  | 5                | 10               | 15               | 407              | -                | - | -                    | -                    | -                    |                      |                      |
| 1998-1999  | Bruins de Providence       | LAH        | 75  | 10               | 12               | 22               | 401              | 19               | 1 | 1                    | 2                    | 46                   |                      |                      |
| 1999-2000  | Bruins de Providence       | LAH        | 47  | 6                | 4                | 10               | 221              | 14               | 1 | 0                    | 1                    | 24                   |                      |                      |
| 1999-2000  | Bruins de Boston           | LNH        | 1   | 0                | 0                | 0                | 0                | -                | - | -                    | -                    | -                    |                      |                      |
| 2000-2001  | Admirals de Norfolk        | LAH        | 67  | 6                | 15               | 21               | 234              | 9                | 0 | 0                    | 0                    | 4                    |                      |                      |
| 2000-2001  | Blackhawks de Chicago      | LNH        | 3   | 0                | 0                | 0                | 6                | -                | - | -                    | -                    | -                    |                      |                      |
| 2001-2002  | Admirals de Norfolk        | LAH        | 12  | 0                | 2                | 2                | 21               | -                | - | -                    | -                    | -                    |                      |                      |
| 2001-2002  | Blackhawks de Chicago      | LNH        | 36  | 1                | 0                | 1                | 76               | 4                | 0 | 0                    | 0                    | 8                    |                      |                      |
| 2002-2003  | Stars de Dallas            | LNH        | 43  | 1                | 1                | 2                | 69               | -                | - | -                    | -                    | -                    |                      |                      |
| 2003-2004  | Stars de Dallas            | LNH        | 37  | 1                | 1                | 2                | 77               | -                | - | -                    | -                    | -                    |                      |                      |
| 2005-2006  | Blues de Saint-Louis       | LNH        | 17  | 2                | 0                | 2                | 45               | -                | - | -                    | -                    | -                    |                      |                      |
| 2005-2006  | Canadiens de Montréal      | LNH        | 25  | 1                | 4                | 5                | 50               | 1                | 0 | 0                    | 0                    | 0                    |                      |                      |
| 2006-2007  | Canadiens de Montréal      | LNH        | 21  | 1                | 0                | 1                | 48               | -                | - | -                    | -                    | -                    |                      |                      |
| 2006-2007  | Bruins de Providence       | LAH        | 15  | 0                | 0                | 0                | 30               | 1                | 0 | 0                    | 0                    | 12                   |                      |                      |
| 2007-2008  | Red Wings de Détroit       | LNH        | 56  | 0                | 3                | 3                | 116              | -                | - | -                    | -                    | -                    |                      |                      |
| 2008-2009  | Griffins de Grand Rapids   | LAH        | 65  | 2                | 7                | 9                | 126              | 10               | 0 | 1                    | 1                    | 44                   |                      |                      |
| 2008-2009  | Red Wings de Détroit       | LNH        | 4   | 1                | 1                | 2                | 7                | -                | - | -                    | -                    | -                    |                      |                      |
| Totaux LNH | Totaux LNH                 | Totaux LNH | 243 | 8                | 10               | 18               | 494              | 5                | 0 | 0                    | 0                    | 8                    |                      |                      |